# Каменуха (Брянская область)
Каменуха — поселок на левом берегу реки Туросна в Клинцовском районе Брянской области, в составе Гулёвского сельского поселения.

## География
Находится в на левом берегу реки Туросна в западной части Брянской области на расстоянии приблизительно 8 км на юг-юго-запад по прямой от железнодорожного вокзала станции Клинцы у железнодорожной линии Клинцы-Новозыбков.

## История
Известен с 1920-х годов. На карте 1941 года отмечен как совхоз.

## Население
Численность населения: 110 человек (1926), 19 (2002) человек , 11 человек (2010), 8 человек (2013), 8 человек (2016), 8 человек (2017).
Будет упразднен как фактически не существующий в связи с переселением всех жителей на постоянное место жительства в другие населённые пункты.